# Leptagonum interstitiale
Leptagonum interstitiale is een keversoort uit de familie loopkevers (Carabidae). De wetenschappelijke naam van de soort is voor het eerst geldig gepubliceerd in 1898 door Kolbe.